# 卡什普里夫卡
49°19′49″N 36°10′46″E / 49.33028°N 36.17944°E
卡什普里夫卡（烏克蘭語：Кашпурівка）是位於烏克蘭東部的村莊，由哈爾科夫州洛佐瓦區的五一城市鎮負責管轄。該村始建於1925年，面積0.61平方公里，海拔高度153米，2001年人口119，人口密度每平方公里195.7人。